# Antonio da Correggio
Antonio Allegri da Correggio (Correggio, agost del 1489 – 5 de març del 1534) va ser el pintor més destacat de l'escola de Parma, en el Renaixement italià, i fou responsable d'algunes de les obres més vigoroses i sensuals del segle XVI. En el seu ús de la composició dinàmica, les il·lusions òptiques i els impactants escorços, Correggio va prefigurar l'art Rococó del segle xviii.

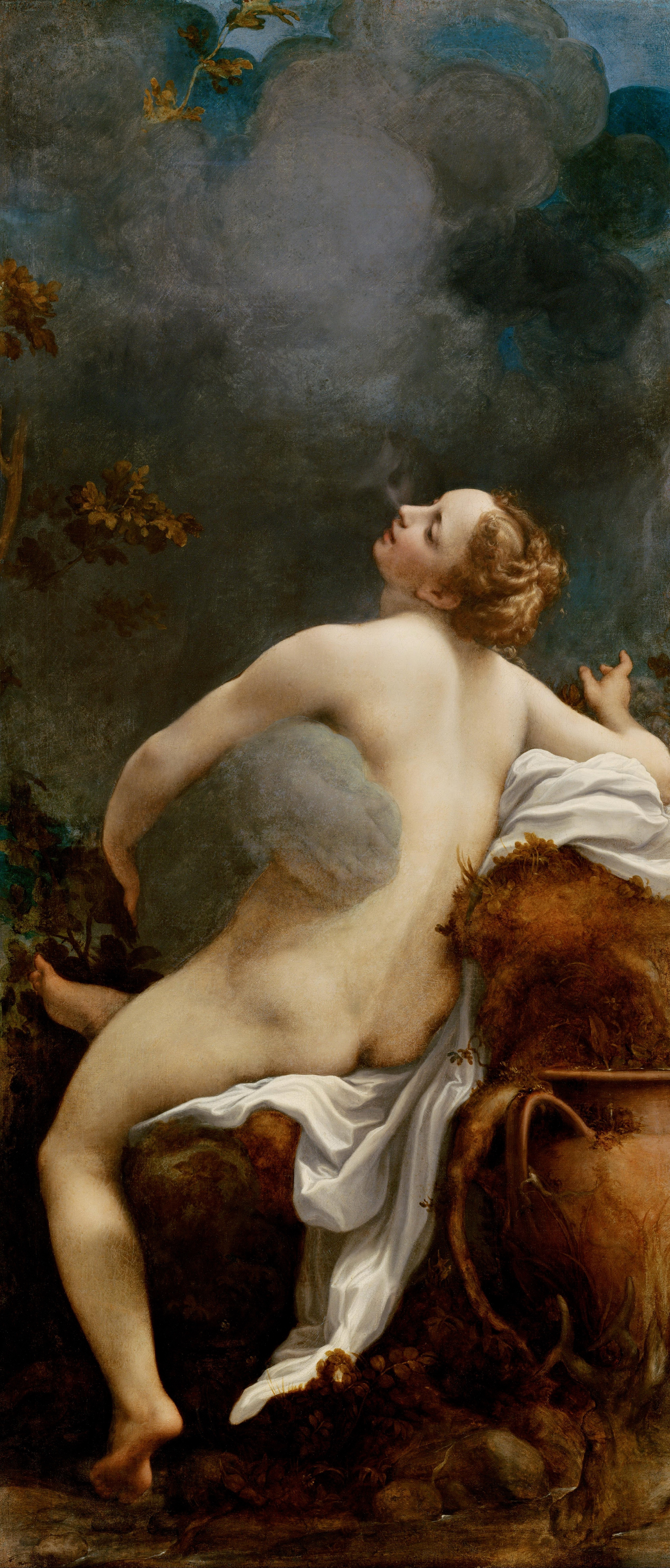
Júpiter i Io (c. 1531) mostra l'erotisme explícit, la irradiació i els colors freds i perlats típics de les millors obres de Correggio.

## Biografia
Antonio Allegri va nàixer a Correggio, una petita ciutat llombarda pròxima a Reggio Emilia. La seua data de naixement és incerta (al voltant del 1489). Son pare era un comerciant. Poc més se sap dels primers anys de vida de Correggio. En els anys 1503-1505, va estudiar amb Francesco Bianchi Ferrara, a Mòdena. Ací, probablement, es va familiaritzar amb el classicisme d'artistes com ara Lorenzo Costa i Francesco Francia, perquè hi ha evidències en les seues primeres obres. Després d'un viatge a Màntua l'any 1506, va tornar a Correggio, on va romandre fins a l'any 1510. A aquest període de la seua vida, hom creu que correspon l'Adoració de l'Infant amb santa Isabel i sant Joan, que mostra una clara influència de Costa i Mantegna. El 1514, probablement, va concloure tres tondos per a l'entrada de l'església de Sant Andreu, a Màntua, i després va tornar cap a Correggio. Ací, com un artista independent i amb un creixent reconeixement, va signar un contracte per realitzar una pintura de la Mare de Déu, destinada a l'altar major de l'església del monestir local de Sant Francesc (actualment a la Dresden Gemäldegalerie).

## Antonio da Correggio a Parma
Cap a l'any 1516, Corregio es trobava a Parma, on va romandre gairebé la resta de la seua carrera. Ací va fer amistar amb Michelangelo Anselmi, un pintor manierista d'anomenada. L'any 1519, va casar-se amb Girolama Francesca di Braghetis, també natural de Correggio, que va morir l'any 1529. Un dels seus fills, Pomponio Allegri, també va ser pintor. D'aquest període, són les obres Mare de Déu i infant amb el jove sant Joan, Crist deixant sa Mare i la perduda Mare de Déu d'Albinea.
El principal encàrrec que va rebre (febrer-setembre del 1519) va ser la decoració del sostre del menjador privat de l'abadessa del convent de Sant Pau (Giovanna Piacenza), anomenada Camera di San Paolo (Parma). Hi va pintar un encisadora fronda foradada per finestres redones que deixen entreveure juganers querubins. Sota les finestres redones, hi ha medallons que representen figures tallades en marbre. La llar està decorada amb una imatge de Diana. La iconografia del conjunt és complexa, tot mesclant les representacions d'elements arquitectònics de marbre amb capritxosos i acolorits bambini. Tot i que recorda els frescs del palau d'esplai de Villa Farnesina a Roma, conté vertaderes innovacions per a decoració d'interiors.
Posteriorment, va pintar la Visió de sant Joan a Patmos (1520-21) per a la cúpula l'església de Sant Joan Evangelista, de Parma, que destaca per les seues il·lusions òptiques. Tres anys després, va decorar la cúpula de la catedral de Parma amb una brillant Assumpció de la Mare de Déu, farcida de capes de figures allunyant-se en perspectiva. Aquestes dues obres representarien un tractament completament nou en la decoració de cúpules, usant una perspectiva sotto in su que provoca la il·lusió òptica que les figures estan surant sobre el cap de l'observador i que seria utilitzada posteriorment per altres artistes del fresc, des de Gaudenzio Ferrari en els seus frescs de la cúpula de Santa Maria dei Miracoli a Saronno, a Pordenone en el seu fresc per a Treviso (actualment perdut), passant per les elaboracions barroques de Lanfranco i Baciccio en esglésies romanes. La concentració de l'espectador en el vòrtex, la creació d'un fil narratiu alhora que la decoració, la il·lusió òptica que aconsegueix dissimular la naturalesa plana del sostre, així com la punyent perspectiva cap a la divina infinitud... Tot plegat constituïa una tècnica sense precedents i que depenia de l'extrapolació dels mecanismes convencionals de la perspectiva. La sensació d'allunyament i el moviment imprès a les figures presagien el dinamisme que hauria de caracteritzar la pintura barroca.
Entre altres obres mestres, cal esmentar La lamentació i El martiri de quatre sants, ambdues en la Galleria Nazionale de Parma. La Lamentació sembla embruixada per una tènue llum desconeguda en la pintura italiana precedent. El Martiri també és remarcable perquè s'assembla a les posteriors composicions barroques com La veritat de Bernini i La mort de santa Agnès d'Ercole Ferrata, que mostra un sant exultant lliurant-se al martiri.

## Sèrie mitològica basada en lesMetamorfosisd'Ovidi

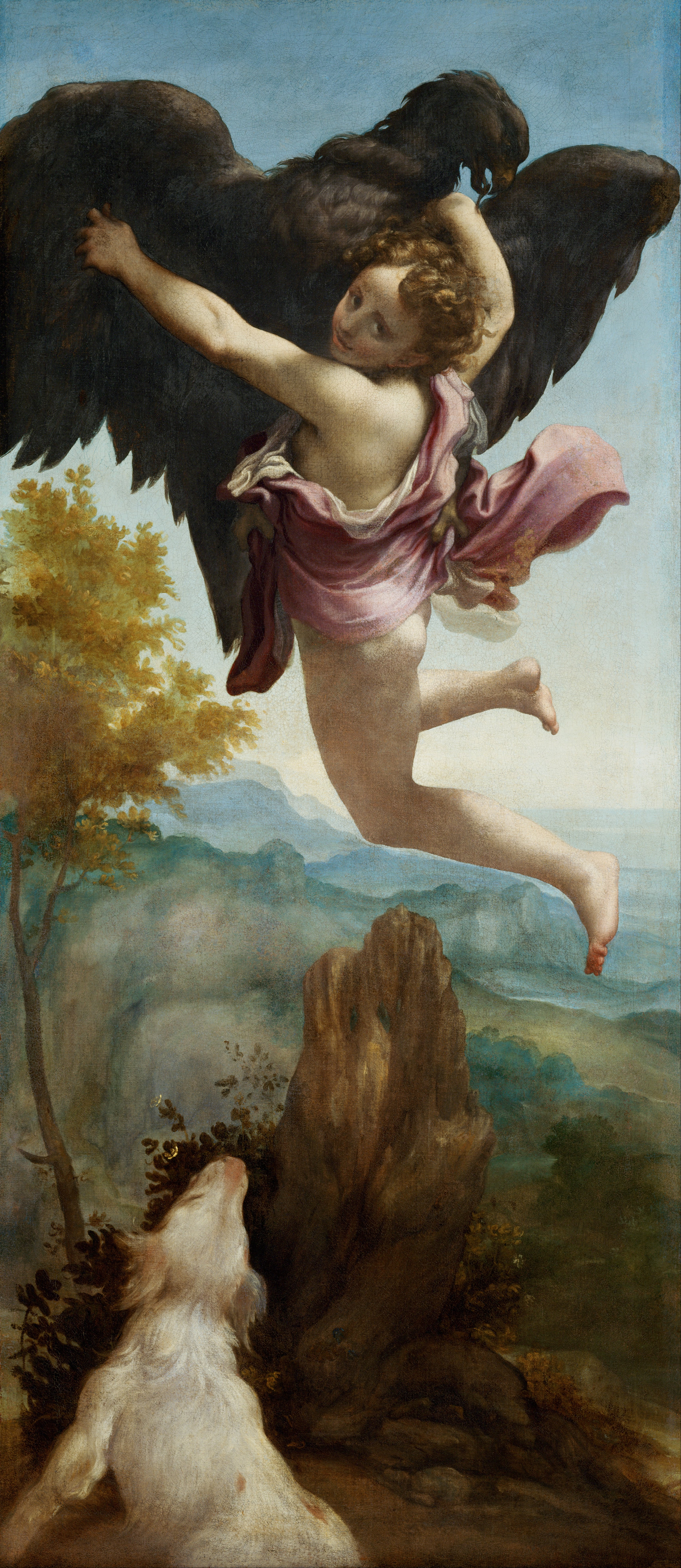
Ganimedes raptat per l'àguila, un dels quatre quadres de tema mitològic encarregats per Frederic II Gonzaga, és una obra protobarroca en què destaca el moviment, el dramatisme i la composició en diagonal

A més de la seua producció religiosa, Correggio va realitzar un conjunt de pintures, avui dia famoses, sobre els Amors de Júpiter, tal com es descriuen en Les Metamorfosis d'Ovidi. Aquest conjunt de pintures voluptuoses va ser encarregat per Frederic I Gonzaga de Màntua, probablement per a ser destinades a la decoració de la Cambra d'Ovidi, una habitació privada del Palazzo Te. Tanmateix, van ser regalades a l'emperador del Sacre Imperi Romanogermànic Carles V arran de la seua visita, i d'aquesta manera les obres van eixir d'Itàlia als pocs anys de ser concloses.
Leda i el cigne, actualment al Staatliche Museen de Berlín, és un quadre tumultuós, en el qual destaca Leda en el centre abraçant el cigne. Danaë, actualment a la Galleria Borghese de Roma, mostra la donzella que jeu en un llit rebent la divina pluja daurada. La part inferior del tors apareix tapada pel llençol, en una composició més moderada i alegre que en la versió de Tiziano del 1545 sobre el mateix tema, en què la pluja és més conspícua. El quadre anomenat erròniament Antíope i el sàtir avui dia s'ha identificat correctament com Venus i Cupid amb un sàtir.
Ganimedes raptat per l'àguila mostra un jove enlairat en un vol literalment amorós. Hi ha qui ha interpretat el conjunt de l'home i l'àguila com una metàfora de sant Joan Evangelista; això no obstant, atès el context exòtic d'aquest i d'altres quadres, això sembla improbable. Aquest quadre i el seu company, l'obra mestra Júpiter i Io (reproduït més amunt), es troben al Kunsthistorisches Museum de Viena.

## Avaluació
Correggio era descrit pels seus coetanis com una persona de caràcter fosc, melancòlic i introvertit, trets que probablement van ser condicionats pel seu naixement en una família nombrosa i pobra.
Correggio és un artista enigmàtic i eclèctic, i no sempre és possible establir un lligam estilístic entre les seues obres. Tot indica que va sorgir del taller d'un mestre menor i haver tingut una escassa influència en els seus deixebles o companys contemporanis, tot i que les seues obres es consideren avui dia com revolucionàries i que posteriorment han tingut una significativa influència en la pintura. Un segle després de la seua mort, l'obra de Correggio era ben coneguda per Vasari, qui creia que no havia gaudit de bastant contacte amb Roma, cosa que l'hauria fet un millor pintor. En els segles xviii i xix, les seues obres apareixen referides en múltiples diaris de viatgers que visitaven Itàlia, cosa que va portar a una revalorització de la seua pintura durant el Romanticisme. L'assumpció de la Mare de Déu en la cúpula de la catedral de Parma va inspirar nombroses decoracions escenogràfiques en edificis religiosos i civils durant el segle xx.

Els experiments de Corregio amb les il·lusions òptiques, en les quals l'espai imaginari reemplaça l'espai real, semblen precedir alguns elements del manierisme i del barroc. És a dir, sembla haver provocat l'aparició de «nets» artístics, tot i no haver deixat deixebles directes fora de Parma, on sí que va tenir influència en l'obra de Giovanni Maria Francesco Rondani, Parmigianino i Giorgio Gandini del Grano. 

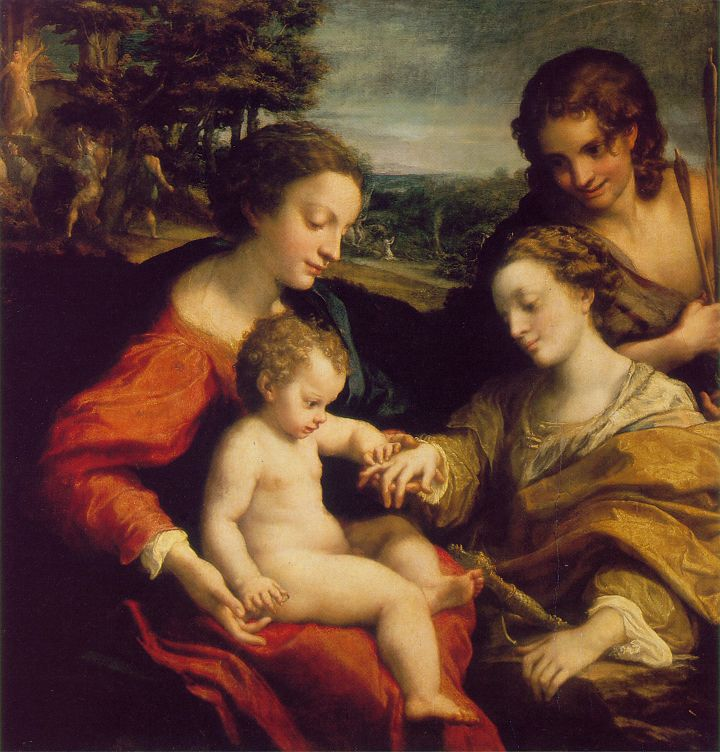
El matrimoni místic de Santa Caterina (c. 1520), la més important contribució de Correggio a l'art de l'Alt Renaixement, mostra la influència de Leonardo da Vinci sobre el seu estil primerenc.

A més de la influència de Costa, en l'obra de Correggio poden trobar-se ecos de Mantegna i, en certa manera, de Leonardo da Vinci.

## Obres
- Madonna (1512-14) - Oli sobre llenç, Castello Sforzesco, Milà
- L'adoració dels Mags (1516-18)- Oli sobre llenç, 84 x 108 cm, Brera, Milà
- Ecce Homo - Oli sobre llenç, National Gallery, Londres

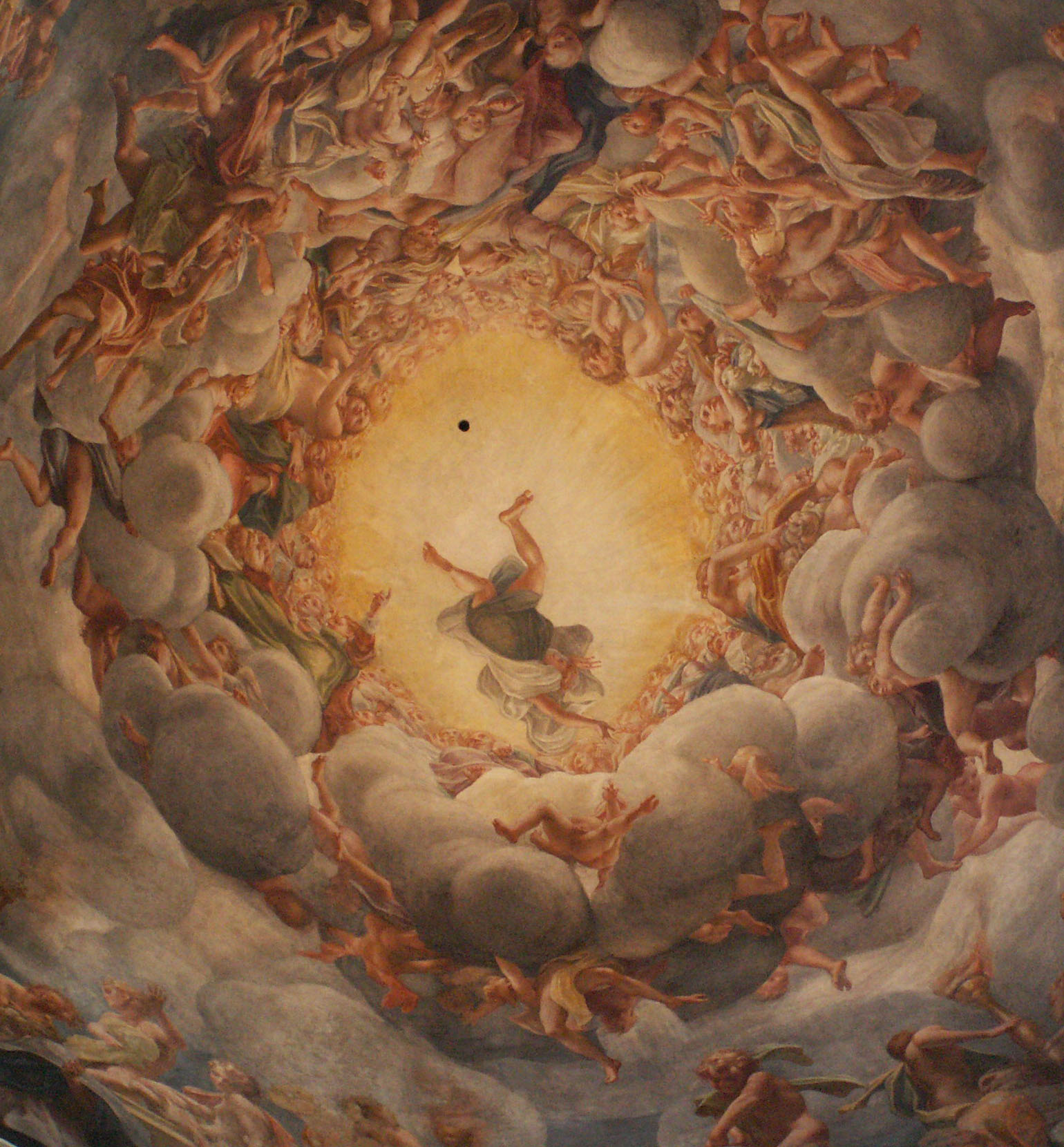
Els famosos frescs de l'Assumpció de la Mare de Déu semblen precipitar el sostre de la catedral i submergir l'espectador en un remolí d'èxtasi espiritual.

- El matrimoni místic de Santa Caterina (1510-15) - National Gallery of Art, Washington
- Mare de Déu amb Sant Francesc (1514) - Oil on wood, 299 x 245 cm, Gemäldegalerie, Dresden
- Mare de Déu d'Albinea (1514, perdut)
- Mare de Déu amb l'Infant i un àngel (Madonna del Latte) - Oli sobre fusta, 68 x 56 cm, Museu de Belles Arts, Budapest
- Mare de Déu i Infant amb el jove Sant Joan (1516) - Oli sobre llenç, 48 x 37 cm, Museo del Prado, Madrid
- El descans en la fugida a Egipte amb Sant Francesc (1517) - Oli sobre llenç, 123,5 x 106,5 cm, Galleria degli Uffizi, Florència
- Retrat d'una dama (1517-19) - Oli sobre llenç, 103 x 87,5 cm, Hermitage, Sant Petersburg
- Adoració de l'Infant (1518-20) - Oli sobre llenç, 81 x 67 cm, Galleria degli Uffizi, Florència
- Camera di San Paolo (1519) - Frescs, Convent de Sant Pau, Parma Els famosos frescs de l'Assumpció de la Mare de Déu semblen precipitar el sostre de la catedral i submergir l'espectador en un remolí d'èxtasi espiritual.
- El matrimoni místic de Santa Caterina (c. 1520) - Fusta, 105 x 102 cm, Museu del Louvre, París
- Mort de Sant Joan (1520-24) - Fresc, S. Giovanni Evangelista, Parma
- Mare de Déu amb Sant Jeroni (c. 1522) - Oli sobre llenç, 205,7 x 141 cm, Galleria Nazionale, Parma
- Madonna della Scala (c. 1523) - Fresc, 196 x 141,8 cm, Galleria Nazionale, Parma
- Descendiment de la Creu (1525)- Oli sobre llenç, 158,5 x 184,3 cm, Galleria Nazionale, Parma
- Noli me Tangere (c. 1525) - Oli sobre llenç, 130 x 103 cm, Museo del Prado, Madrid
- Madonna della Scodella (1525-30) - Oli sobre llenç, 216 x 137 cm, Galleria Nazionale, Parma
- Assumpció de la Mare de Déu (1526–1530) — Fresco, 1093 x 1195 cm, Catedral de Parma
- Nativitat (Adoració dels pastors, o Nit de Nadal) (1528-30) - Oli sobre llenç, 256,5 x 188 cm, Gemäldegalerie, Dresden
- L'educació de Cupid (c. 1528) - Oli sobre llenç, 155 x 91 cm, National Gallery, Londres
- Venus i Cupid amb un sàtir (c. 1528) - Oli sobre llenç, 188 x 125 cm, Museu del Louvre, París
- Mare de Déu amb Sant Jordi (1530-32) - Oli sobre llenç, 285 x 190 cm, Gemäldegalerie, Dresden
- Ganímedes raptat per l'àguila (1531-32) - Oli sobre llenç, 163,5 x 70,5 cm, Kunsthistorisches Museum, Viena
- Júpiter i Io (1531-32) - Oli sobre llenç, 164 x 71 cm, Kunsthistorisches Museum
- Leda amb el cigne (1531-32) - Oli sobre llenç, 152 x 191 cm, Staatliche Museen, Berlín
- Danae (c. 1531) - Pintura al tremp, 161 x 193 cm, Galleria Borghese, Roma
- Al·legoria de la Virtut (c. 1532-1534) - Oli sobre llenç, 149 x 88 cm, Museu del Louvre, París.